# Bylanská pahorkatina
Bylanská pahorkatina je geomorfologický okrsek ve střední části Českobrodské tabule, ležící v okresech Kolín a Nymburk ve Středočeském kraji.

## Poloha a sídla

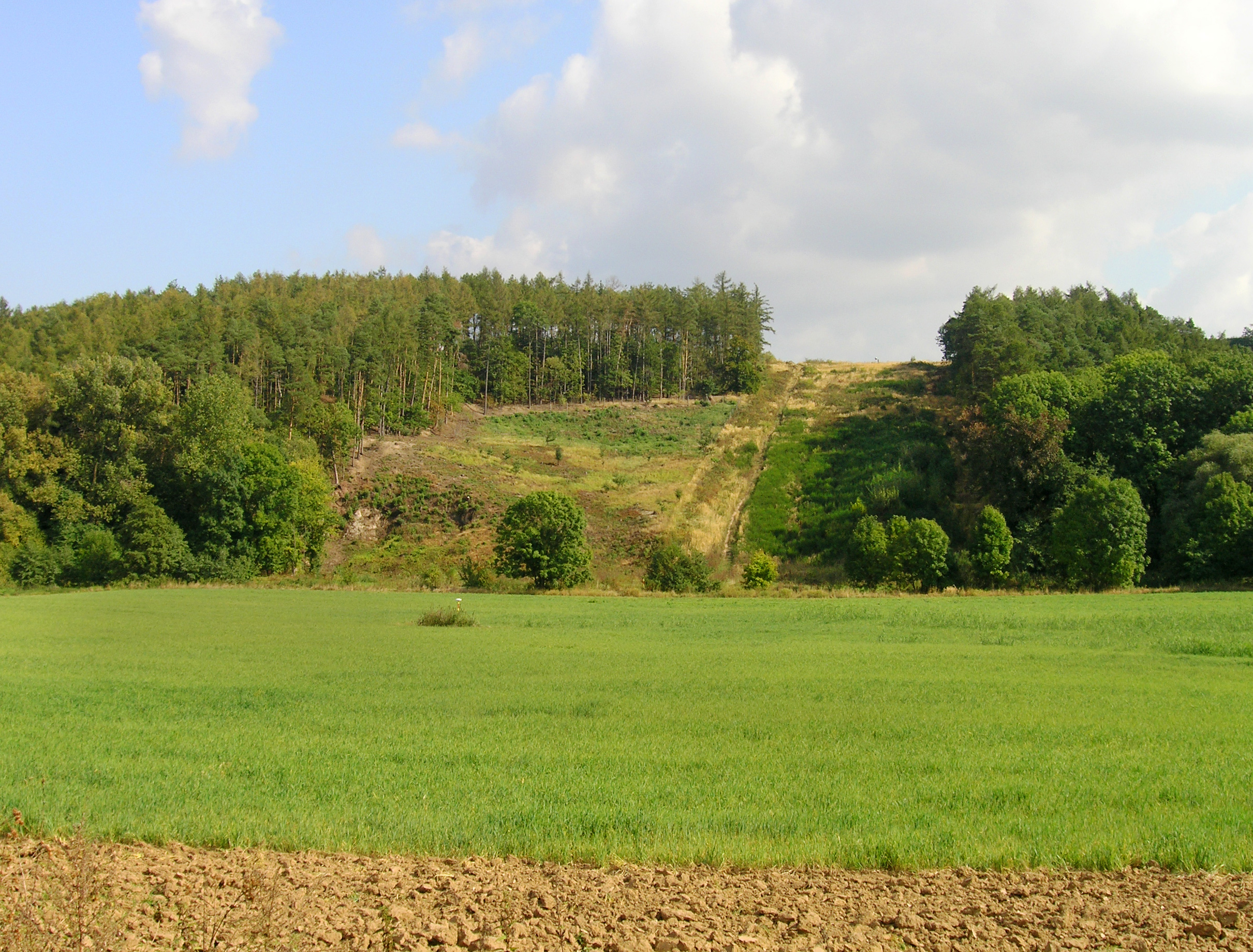
Terasa mezi Mrzky a Tismicemi

Území okrsku leží zhruba mezi sídly Břežany II (na severozápadě), Kounice (na severu), Poříčany (na severovýchodě), titulní Bylany (na východě), Vitice (na jihovýchodě), Krupá (na jihu), Mrzky na (jihozápadě) a Rostoklaty (na západě). Zcela uvnitř okrsku leží město Český Brod a větší obce Přistoupim, Tismice a Tuchoraz.

## Geomorfologické členění
Okrsek Bylanská pahorkatina (dle značení Jaromíra Demka VIB–3E–3) náleží do celku Středolabská tabule a podcelku Českobrodská tabule. Dále se člení na podokrsky Kounická pahorkatina na severu, Českobrodská kotlina uprostřed, Přistoupimská tabule na jihovýchodě a Tismická tabule na jihozápadě.
Pahorkatina sousedí s dalšími okrsky Středolabské tabule (Čakovická tabule a Čelákovická pahorkatina na severu, Kouřimská tabule na severu až východě) a s celky Pražská plošina na západě a Benešovská pahorkatina na jihu.

## Významné vrcholy
- Šamtala (316 m), Tismická tabule
- Dolánka (315 m), Tismická tabule
- Zálužník (285 m), Kounická pahorkatina

Nejvyšším bodem okrsku je vrstevnice (335 m) v Tismické tabuli, při hranici s Benešovskou pahorkatinou.